# Wiesenburg (Mark)
Wiesenburg (Mark) (niem. Bahnhof Wiesenburg (Mark)) – przystanek osobowy w Wiesenburg/Mark, w kraju związkowym Brandenburgia, w Niemczech. Znajduje się na linii kolejowej Berlin – Blankenheim i Wiesenburg – Roßlau. Według DB Station&Service ma kategorię 5.

## Linie kolejowe
- Linia Berlin – Blankenheim
- Linia Wiesenburg – Roßlau